# Mariánská Hora (Horní Čermná)
Mariánská Hora je název pro samotu a poutní místo nalézající se asi 1,5 km jihozápadně od obce Horní Čermná.

## Historie
Roku 1857 byl na Mariánské Hoře postaven pískovcový sloupek s obrázkem Panny Marie Zellenské.
Poblíž byla roku 1864 postavena kaple, která byla roku 1875 přestavěna na kostel. Z původní kaple zůstal presbytář. Světitelem byl bývalý čermenský farář, poté vikář Josef Tupec z České Třebové. Roku 1865 byl postaven malý patrový domek o čtyřech místnostech, ve kterém bydlel zakladatel a správce Mariánské hory Leopold Fiala. Farnost roku 1872 přistavěla další domek, který byl roku 1876 zvýšen o patro a současně zde byla povolena hostinská koncese.
V roce 1886 byla před poutním kostelem postavena křížová cesta sestávající ze 14 zastavení.